# Victor Dican
Victor Dican, né le 11 octobre 2000 à Râmnicu Vâlcea en Roumanie, est un footballeur roumain qui joue au poste de défenseur central au FC Botoșani.

## Biographie

### En club
Né à Râmnicu Vâlcea en Roumanie, Victor Dican est notamment formé par le club local du SCM Râmnicu Vâlcea avant de rejoindre le CS Metalurgistul Cugir (en). En 2019 il rejoint l'Universitatea Cluj. C'est avec ce club qu'il commence sa carrière professionnelle, jouant son premier match le 11 août 2019, lors d'une rencontre de championnat face à l'ACS Viitorul Târgu Jiu (en). Il est titularisé et son équipe s'impose par trois buts à zéro. Il inscrit son premier but le 6 octobre 2019, lors d'une rencontre de championnat face au Ripensia Timișoara. Il est titularisé et permet à son équipe d'égaliser d'un but de la tête en fin de match (1-1 score final).
Le 25 janvier 2022, lors du mercato hivernal, Victor Dican s'engage en faveur du FC Botoșani. Il vient notamment pour remplacer Bogdan Racovițan, parti au Raków Częstochowa. C'est avec ce club qu'il découvre la Liga I, l'élite du football roumain, jouant son premier match dans cette compétition lors de sa première apparition sous ses nouvelles couleurs, le 31 janvier 2022 contre le CFR Cluj. Il est titularisé et les deux équipes se neutralisent ce jour-là (1-1 score final).

### En sélection
Victor Dican joue son premier match avec l'équipe de Roumanie espoirs le 7 septembre 2021 contre la Géorgie. Il est titularisé au milieu de terrain, et les deux équipes se neutralisent (1-1 score final).